# E372 (trasa europejska)
E372 – oznaczenie europejskiej trasy łącznikowej (kategorii B), biegnącej przez ołudniowo-wschodnią Polskę i zachodnią Ukrainę.
E372 zaczyna się w Warszawie, gdzie odbija od zbiegających się tras europejskich E30, E67 i E77. W Polsce E372 biegnie szlakiem drogi krajowej nr 17 (częściowo drogą ekspresową S17) przez Lublin i Zamość do przejścia granicznego Hrebenne – Rawa Ruska. Na Ukrainie biegnie szlakiem drogi krajowej M09 przez Żółkiew (obwodnica) do Lwowa, gdzie łączy się z trasami E40 i E471.
Ogólna długość trasy E372 wynosi około 367 km, z tego 297 km w Polsce, 70 km na Ukrainie.

## Większe polskie miejscowości leżące na trasie lub w jej pobliżu
- Warszawa
- Otwock
- Garwolin
- Ryki
- Kurów
- Garbów
- Lublin
- Świdnik
- Piaski
- Krasnystaw
- Izbica
- Zamość
- Tomaszów Lubelski
- Bełżec
- Hrebenne (przejście graniczne)